# Air Belgium (1979)
Air Belgium era uma companhia aérea belga com sede em Bruxelas. Sua base principal era o Aeroporto de Bruxelas.

## História

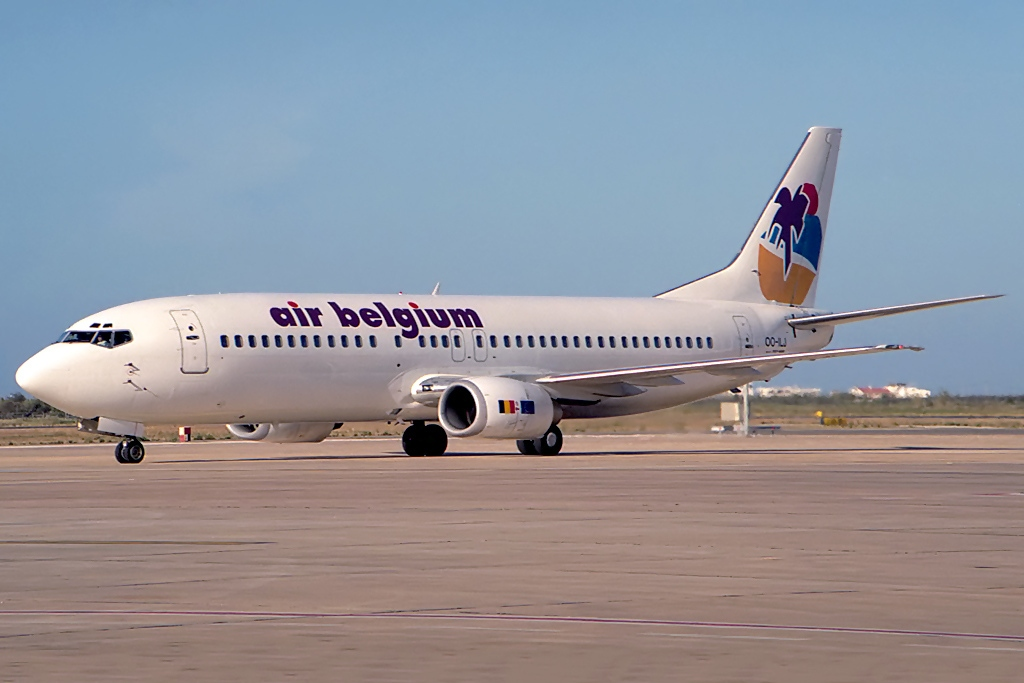
Um Boeing 737-400 da Air Belgium

Em 3 de maio de 1979, a operadora turística Sun International combinou as companhias aéreas charter Abelag Airways e Herfurth em uma empresa. A companhia aérea iniciou suas operações com um Boeing 707 e um Boeing 737-200, operando do Aeroporto de Bruxelas para destinos no Mediterrâneo. Em 1980, após a saída de um de seus parceiros comerciais, a empresa passou a se chamar Air Belgium.
Em 1998, a Air Belgium foi vendida para a Airtours. No final de outubro de 2000, a Air Belgium encerrou as operações.

## Frota

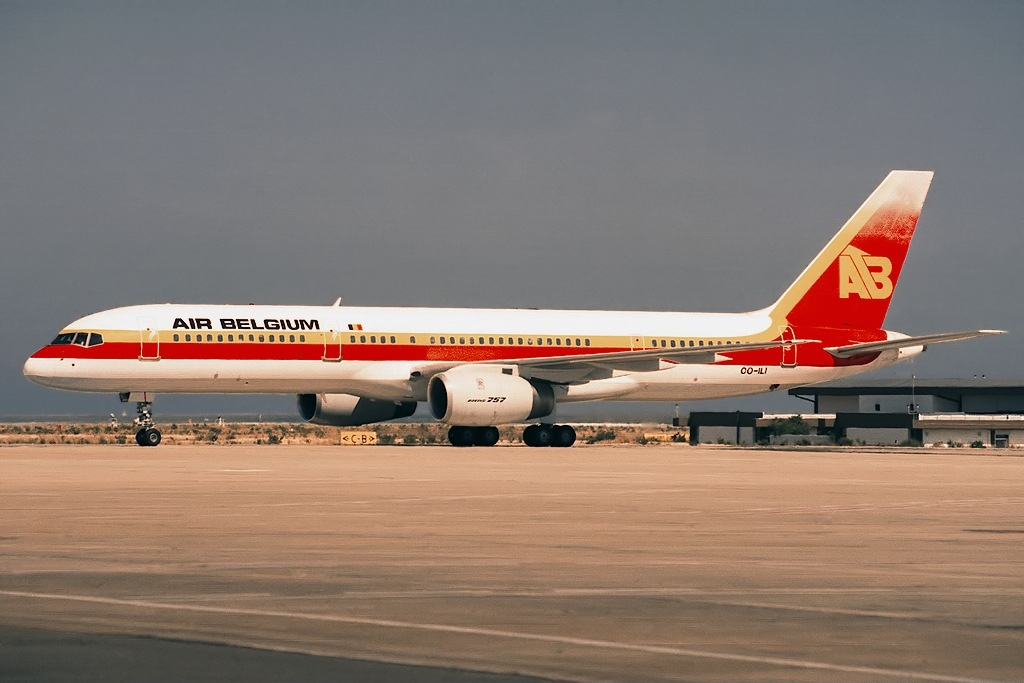
Um Boeing 757-200 da Air Belgium

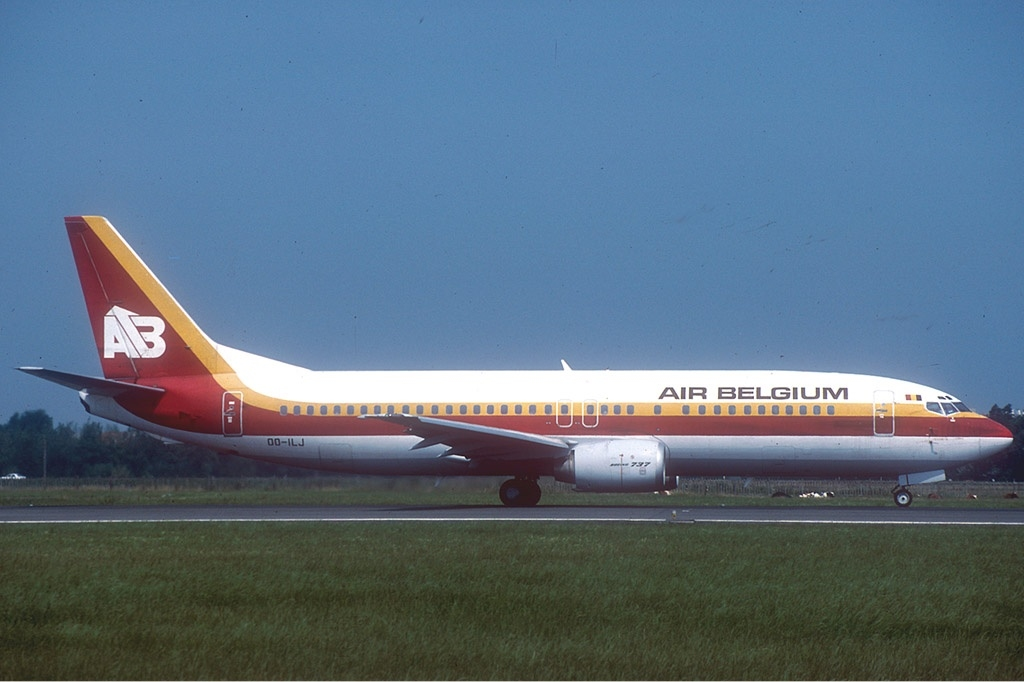
Um Boeing 737-400 da Air Belgium

A frota da Air Belgiun consistia nas seguintes aeronaves (Setembro de 1992):
| Aeronaves      | Em Serviço | Ordens | Passageiros | Notas |
| -------------- | ---------- | ------ | ----------- | ----- |
| Boeing 737-400 | 2          | –      | TBA         |       |
| Boeing 757-200 | 1          | –      | TBA         |       |
| Total          | 3          | 0      |             |       |

### Frota Histórica

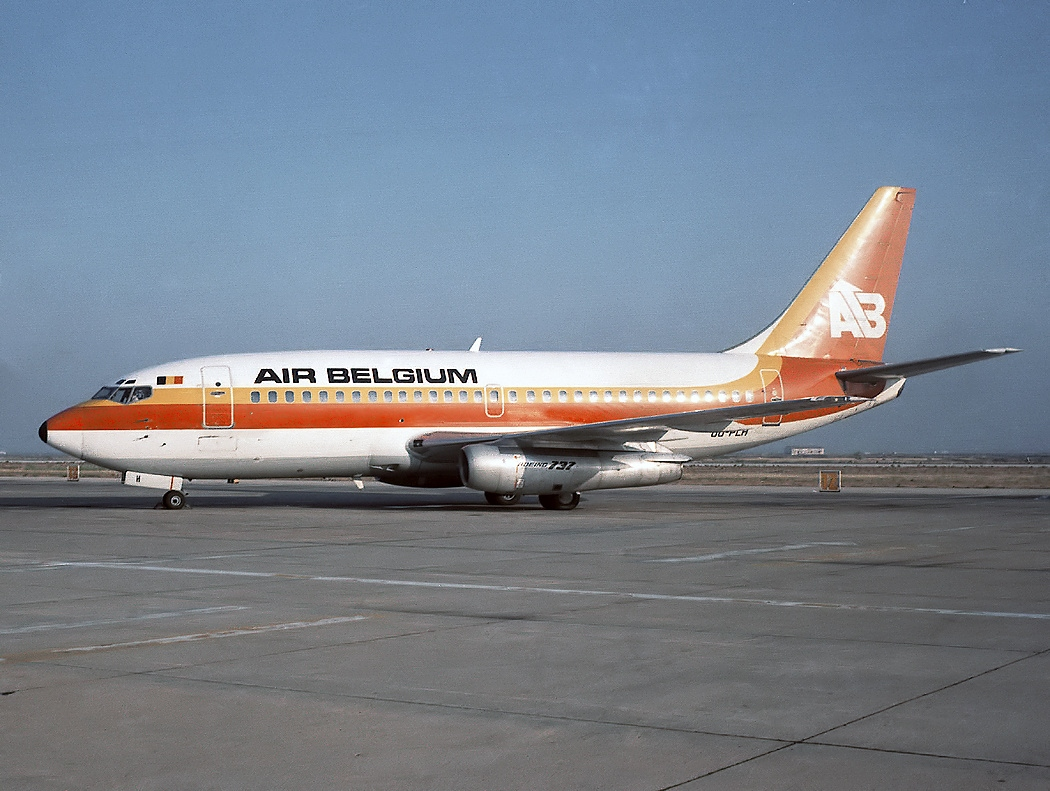
Um Boeing 737-200 da Air Belgium

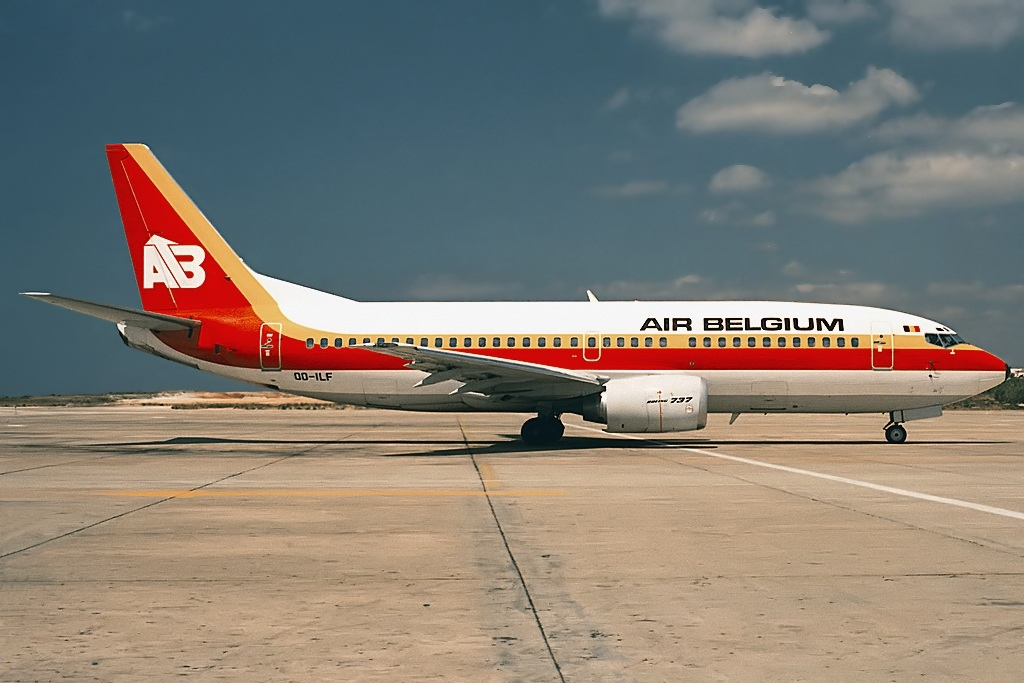
Um Boeing 737-300 da Air Belgium

A frota da Air Belgium também consistiu nas seguintes aeronaves (Setembro de 1992):
| Aeronaves      | Total | Notas |
| -------------- | ----- | ----- |
| Boeing 737-300 | 2     |       |
| Boeing 737-200 | 4     |       |
| Total          | 6     |       |